# Пуйо (держава)

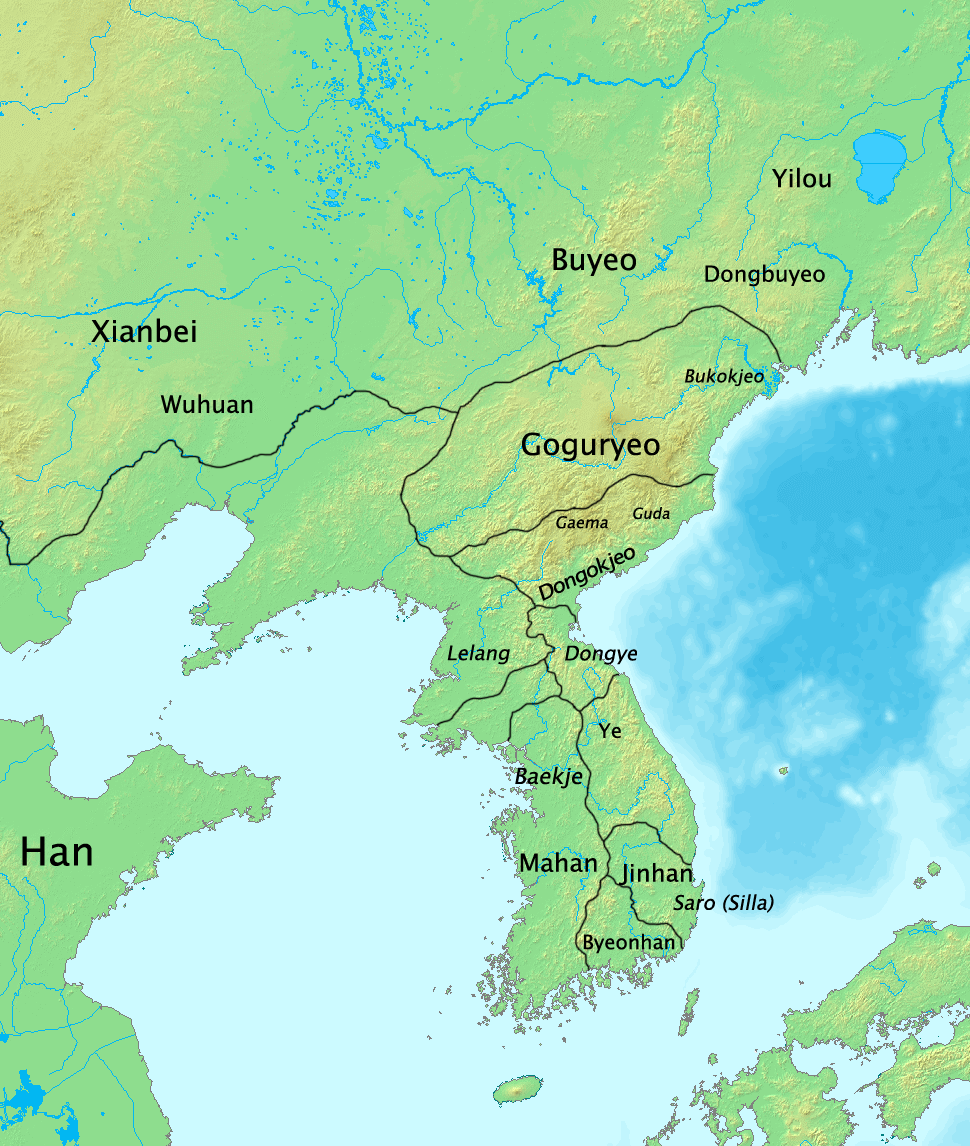
Пуйо на мапі Кореї та Китаю.

44°26′06″ пн. ш. 125°10′30″ сх. д. / 44.435° пн. ш. 125.175° сх. д.
Пуйо (кор. 부여(夫餘)) — протодержава чи союз племен з елементами держави, що виник в басейні річки Сунгарі з центром в районі сучасного Харбіна в Північно-Східному Китаї.

## Назва
Назва «Пуйо» інтерпретується по-різному. За однією з теорій слово Пуйо сходить до тунгуського слова bи-уи, що означає «олень», що співвідноситься з назвою гір, біля підніжжя яких жили пуйосці. Китайською ці гори називаються «Лушань», тобто «Оленячі гори» (кит. 庐山, пін. Lúshān). За іншою теорією, слово Пуйо споріднене корейському слову поль, що означає «рівнина»: пуйосці жили на рівнинній місцевості.

## Історія
Збереглося не так багато відомостей з історії Пуйо. Вперше слово Пуйо у значенні населення Північно-Східного Китаю згадується у зв'язку з подіями IV ст. до н. е. і зафіксовано в «Історичних записках» Сима Цяня. Протодержава Пуйо сформувалася до ІІ-І ст. до н. е.. Правителі Пуйо в той час іменувалися ванами.
22 року Темусін захопив Пуйо та вбив правителя Тесо. У 49 р. н. е. ван Пуйо відправив у Китай династії Пізня Хань (23-220 роки) посла, після чого між Китаєм і Пуйо встановився щорічний обмін посольствами. У 111 році ван Пуйо спорядив у військовий похід 7-8-тисячне військо в китайський округ Наннан. У 120 році відомий ван Пуйо Вігутхе відправив свого сина до Китаю для подання до імператорського двору, а в 122 році особисто очолив військо, послане в округ Хьонтхо для упокорення місцевого населення.
Однак Пуйо постійно ставало об'єктом нападів через своє географічне положення. Пуйо було першою «буферною» протодержавою, що розташовувалася між кочовими племенами на північно-заході, Китаєм і Корейським півостровом на півдні і південним-сходом. У III ст. н. е. найсильніший удар по Пуйо завдали племена сяньбі. Набіги сян'бі повторювалися неодноразово. Пуйо терпіло поразку за поразкою.
Вани закінчували життя самогубством. Племена сян'бі захоплювали безліч полонених, іноді до 50000 чоловік за один похід. Тому, коли в 494 році Пуйо було приєднано до корейської держави Когурьо, це вже була бідна територія з вкрай ослаблою центральною владою.

## Адміністративно-політичний устрій
За повідомленнями з історії китайського князівства Вей — «Вей чжи», відомо, що у вана Пуйо був королівський палац або щось подібне йому. При похованні ванів використовували яшмові труни, і часто могли ховати до 100 чоловік «прислуги». Все це свідчить про могутність вана. Однак влада його не була абсолютною, і в управлінні Пуйо була досить велика роль глав родоплемінних спілок, які проживали на території Пуйо.
При спадкуванні влади «Престол» або передавався законному синові, або збори голів родоплемінних союзів обирали іншого вана. Причин для переобрання верховного правителя могло бути безліч. За тогочасними уявленням, якщо в країні відбулися руйнівні лиха, наприклад, посуха або повінь, або неврожай, то причиною всьому був ван, який «погано» здійснював зв'язок земного світу з небесним або ж з тих чи інших причин був просто неугодний Небесам. У такому випадку вибирали нового вана, а старого могли
умертвити, якщо його вина представлялася очевидною.
Китайські хроніки повідомляють, що при «дворі» ванів були сановники. Проте це не дозволяє говорити про розвинений державний апарат. Причиною для такої оцінки служать найменування «посад», такі, як, наприклад, уга, мага, куга тощо «У» означає «корова», «ма» — «кінь», «ку» — «собака». Існує точка зору, яка стверджує, що такі назви «посад» вказують на рід занять населення Пуйо. Також можливо такі «посади» пов'язані з родоплеміними відносинами і, можливо, позначають тварин-тотемів роду, глава якого знаходився при «дворі» вана.
У Пуйо існував звід законів, що нагадував чосонський:
1. вбивця карався смертною карою, а його родичі оберталися до рабів,
2. злодій повинен був відшкодовувати матеріальні збитки потерпілому.

Населення Пуйо, головним чином селяни, серед яких були як заможні, так і найбідніші, проживало в селищах имнак. Бідних була більшість. Селяни платили податки і виконували трудову повинність. Іноді за призовом глав «Сильних сімей» (родоплемінних об'єднань) вони могли брати участь у бойових діях. Таким чином, якщо вірити повідомленням джерел, в Пуйо сформувалися елементи ранньофеодальної держави далекосхідного типу.

## Культура
Жителі Пуйо, що населяли маньчжурські степи, займалися в основному землеробством. Їх звичаї і традиції описані в хроніках Саньґочжи. У культурі простежуються елементи тотемізму, існував культ Неба, а також людські жертвоприношення на похороні вождів. Соціальна структура для того часу була досить розвиненою.

### Мова
Мова Пуйо, нарівні з мовами Когурьо, Пекче і японськими мовами входила у відособлену мовну сім'ю, споріднену алтайській мовній групі.
Мова Пуйо практично не збереглася, виключаючи невеликий набір слів, проте відомо, що вона була схожа на мови Кочосону, Когурьо і східного Окчо.

## Спадщина
У 1930-х роках китайський історик Цзінь Юйфу розробив лінійну модель спорідненості народів, що населяли Маньчжурію і північну Корею від королівств Пуйо, Когурьо і Пекче до сучасної Кореї. На основі цих даних, була розроблена модель впливу народів один на одного в цьому регіоні.
Когурьо і Пекче, дві з трьох корейських держав, вважали себе наступниками Пуйо. Король Онджо, засновник Пекче, вважається сином короля Тонмьонсона, засновника Когурьо. Пекче офіційно змінило ім'я на Намбуе (кор. 남부 여, 南夫 余 «Південне Пуйо») в 538 році.